# Louvilliers-en-Drouais

Louvilliers-en-Drouais este o comună în departamentul Eure-et-Loir, Franța. În 1 ianuarie 2022 avea o populație de 221 de locuitori.